# Pica (Chile)

Położenie gminy na mapie regionu Tarapacá

Pica – chilijskie miasto i gmina znajdujące się w północnej części kraju w regionie Tarapacá, prowincji Tamarugal. Miasto jest położone w głębi pustyni Atacama, w oazie. Według spisu ludności z 2017 roku gminę zamieszkiwało 9296 mieszkańców, z czego 3912 osób przypadało na samo miasto.